# Ɔ̧̄
Cette page contient des caractères spéciaux ou non latins. S’ils s’affichent mal (▯, ?, etc.), consultez la page d’aide Unicode.
Ɔ̧̄ (minuscule : ɔ̧̄), appelé o ouvert cédille macron, est un graphème utilisé dans l’écriture du dowayo.
Il s’agit de la lettre o ouvert diacritée d’une cédille et d’un macron.

## Utilisation
Le ɔ̧̄ est utilisé en dowayo, quand les tons sont indiqués, et est notamment utilisé dans la traduction du Nouveau Testament en dowayo publiée par l’Alliance biblique du Cameroun en 1991.

## Représentations informatiques
L’o ouvert cédille macron peut être représenté avec les caractères Unicode suivants :
- décomposé (latin étendu B, Alphabet phonétique international, diacritiques) :

| formes    | représentations | chaînes de caractères | points de code       | descriptions                                                            |
| --------- | --------------- | --------------------- | -------------------- | ----------------------------------------------------------------------- |
| capitale  | Ɔ̧̄               | Ɔ◌̧◌̄                   | U+0186 U+0327 U+0304 | lettre majuscule latine o ouvert diacritique cédille diacritique macron |
| minuscule | ɔ̧̄               | ɔ◌̧◌̄                   | U+0254 U+0327 U+0304 | lettre minuscule latine o ouvert diacritique cédille diacritique macron |

## Sources
- Nouveau Testament doyayo, Alliance biblique du Cameroun, 1991 (lire en ligne)